# The Great Vacation Vol.2: Super Best of Glay
The Great Vacation Vol.2: Super Best of Glay é uma coletânea da banda de j-pop Glay, lançada em 21 de outubro de 2009. A coletânea apareceu 18 vezes no ranking semanal da Oricon, inclusive na primeira posição., e vendeu 187.732 cópias no total. Foi certificado disco de ouro pela RIAJ  pela distribuição de mais de 100 mil cópias. Chegou também ao topo da 'Billboard Japan Top Albums.

## Tracklist[4]
1. RAIN
2. Manatsu no Tobira
3. Kanojo no "Modern. . ."
4. Freeze My Love
5. Zutto Futari de. . .
6. GONE WITH THE WIND
7. Yes, Summerdays
8. Ikiteku Tsuyosa
9. Glorious
10. BELOVED
11. a Boy -Zutto Wasurenai-
12. Curtain Call
13. Haru wo Aisuru Hito
14. Kuchibiru
15. HOWEVER
16. Yuwaku
17. SOUL LOVE
18. pure soul
19. I'm in Love
20. BE WITH YOU
21. Winter,again
22. Survival
23. Koko dewa Nai, Dokoka e
24. HAPPINESS -WINTER MIX-
25. Tomadoi
26. SPECIAL THANKS
27. TWO BELL SILENCE (Re-recording)
28. BURST (Re-recording)
29. ACID HEAD (Re-recording)
30. SHUTTER SPEEDS NO THEME (Re-recording)
31. Goran, Sekai wa Kurushimi ni Michite Iruyo (Re-recording)
32. absolute"ZERO"
33. 1988
34. Omae to Tomo ni Aru
35. GREAT VACATION
36. Tokyo vice terror
37. FAME IS DEAD
38. BLACK EYES SHE HAD
39. REAL SHADOW
40. RUCA
41. RainbirD
42. LET ME BE